# 西蒙·斯泰芬

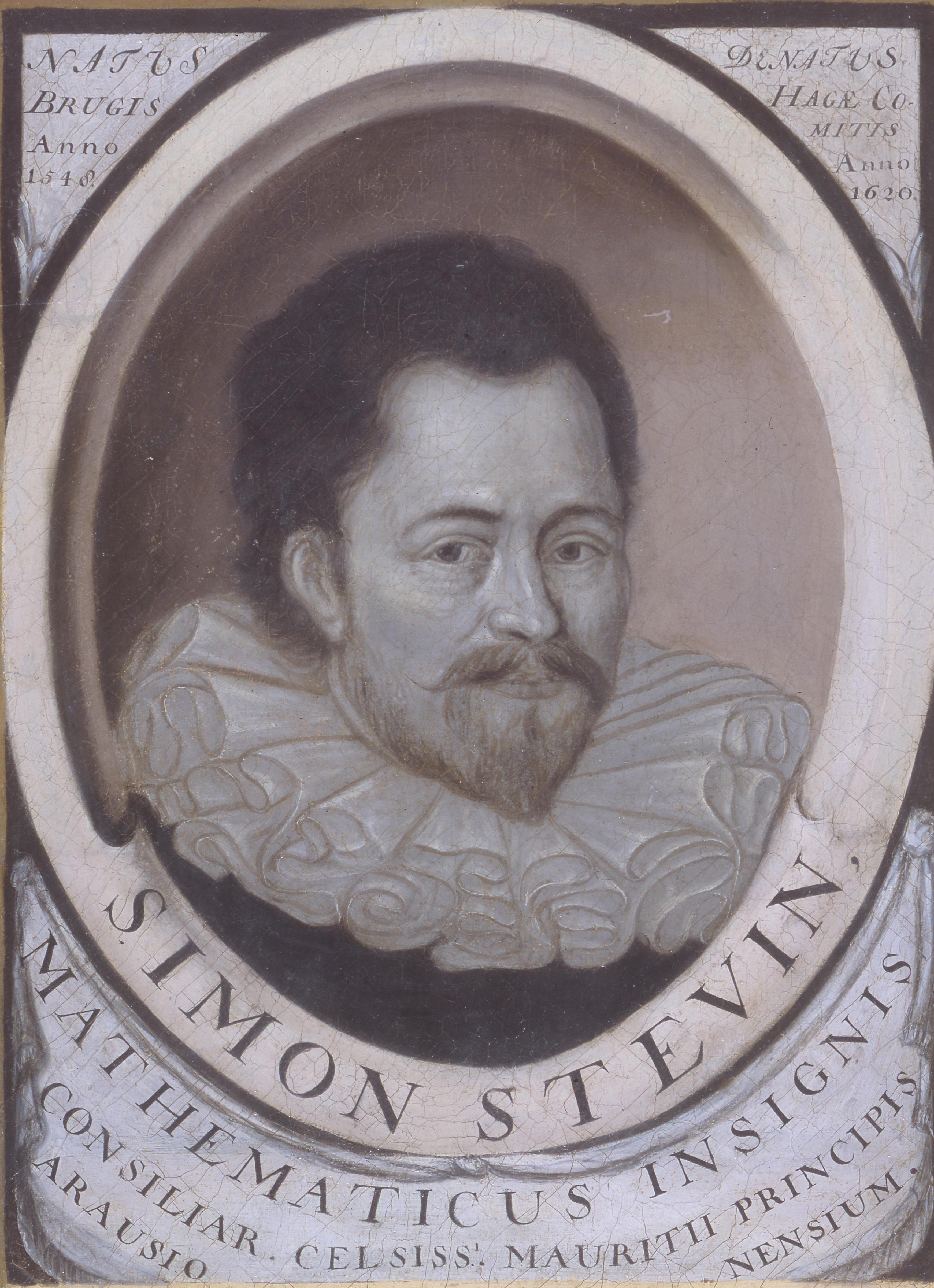
西蒙·斯泰芬

西蒙·斯泰芬（荷蘭語：Simon Stevin，1548年—1620年），弗蘭德數學家、工程師。
關於他的生平所知不多。或生於布魯日。他曾為拿骚的莫里茨的老師。
他大部分作品都用荷蘭語寫成，不只因他認為荷蘭語是最適合詮釋科學的語言，更希望能藉此幫助學術界外不懂拉丁語的人学习科學。

## 成就

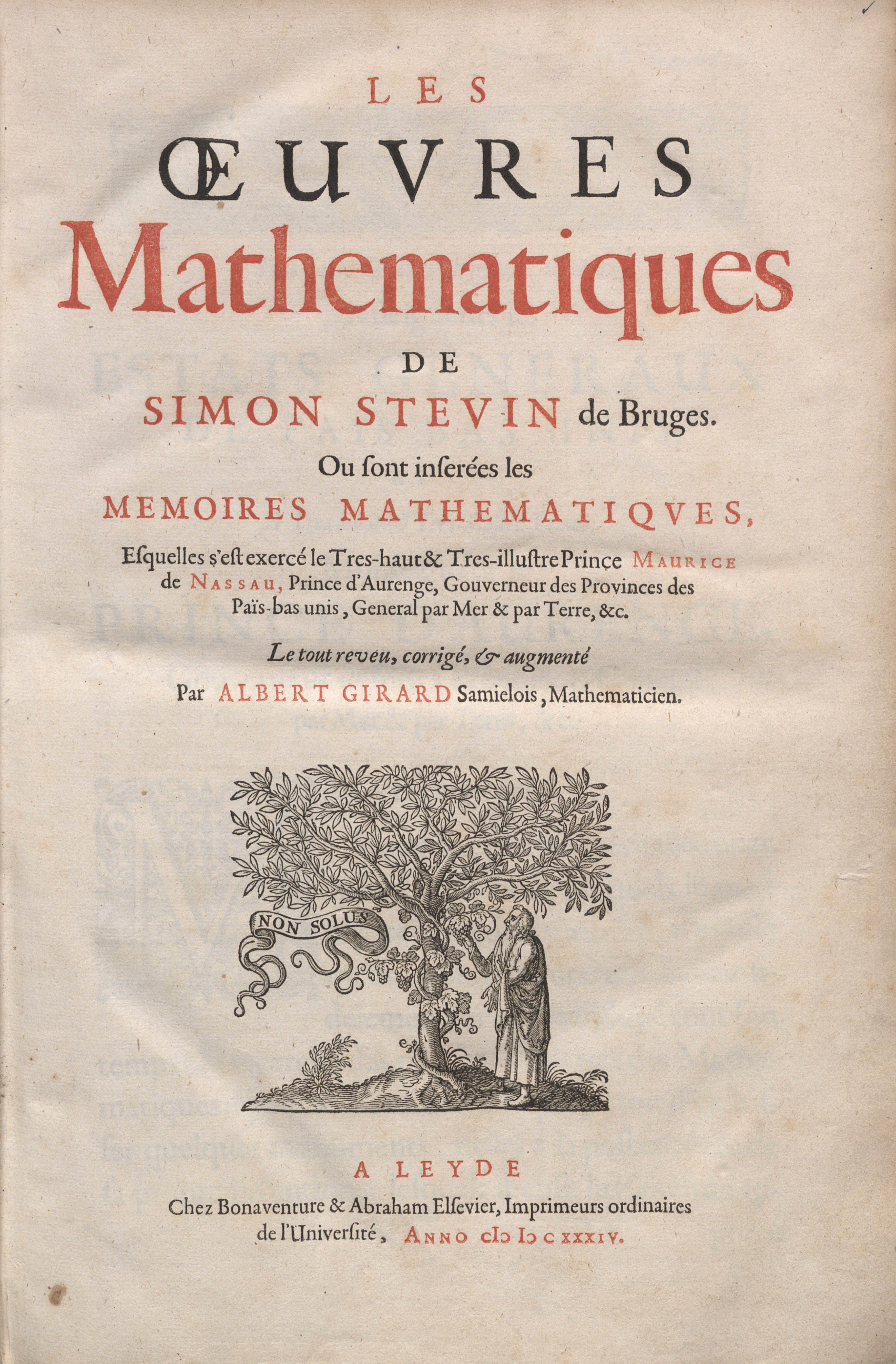
Oeuvres mathematiques, 1634

- 製造了一個「陸地風帆」，能比馬匹走得更快。
- 編寫利率表Tafelen of Interest（1582年）
- 分辨了穩定平衡和不穩定平衡。
- 1586年曾做實驗證明兩個重量不同的球同時落下同時到地，時間比伽里略還早[1]。
- 在De Beghinselen des Waterwichts（《流體靜力學原理》，1586年）中，提出流體靜力學悖論。
- 寫一張小冊子De Thiende推廣小數點記號。
- 发明了許多數學名詞的荷蘭語譯名。這使荷蘭語成為唯一一種大部分數學名詞的源頭都不是來自拉丁語的西歐語言，例如數學「wiskunde（荷兰语：wiskunde）」、直徑「middellijn」（穿過中心的線）等词。
- 1585年在De Spiegheling der Singconst中提出十二平均律，比朱載堉稍晚，雖然斯特芬生前沒有公開發表。
- 在建築學、公共事務上他都有不少見解，記錄在Materiae Politicae, Burgherlike Stoffen（1649年）、Vita Politica. Het Burgherlick leven等書中。